# Steatoda grossa
Steatoda grossa (C. L. Koch, 1838) è un ragno appartenente alla famiglia Theridiidae.

## Distribuzione
La specie è stata reperita in diverse località dei cinque continenti, può ritenersi cosmopolita.

## Tassonomia
Non sono stati esaminati esemplari di questa specie dal 2013. 
Attualmente, a dicembre 2013, è nota una sola sottospecie:
- Steatoda grossa strandi (Ermolajev, 1934) - Russia

Non è di rilevanza clinica per l'uomo.

## Curiosità
Una S. grossa, colorata con strisce blu e rosse, è stata utilizzata nel film Spider-Man di Sam Raimi del 2002, nel quale morde il protagonista Peter Parker.